# Овани

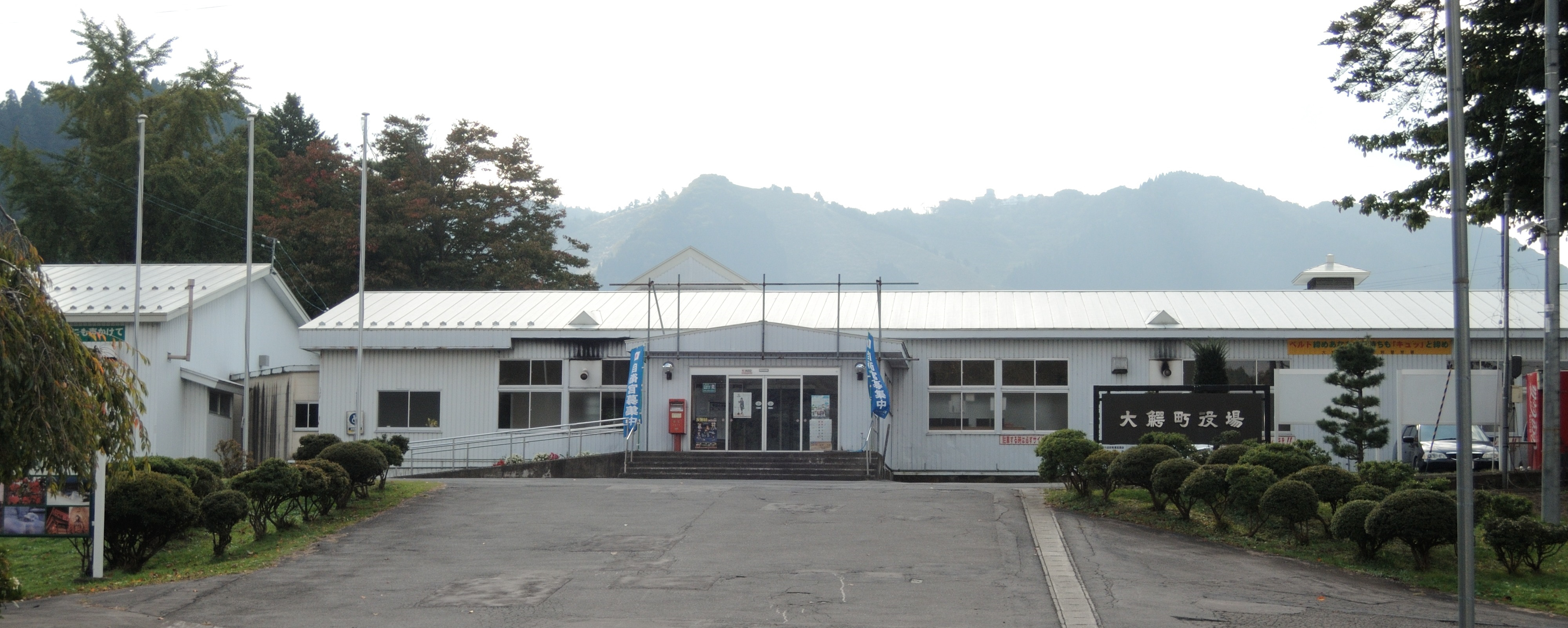
Мэрия посёлка Овани

Овани (яп. 大鰐町 О:вани-мати) — посёлок в Японии, находящийся в уезде Минамицугару префектуры Аомори. Площадь посёлка составляет 163,41 км², население — 10 627 человек (1 августа 2014), плотность населения — 65,03 чел./км².

## Географическое положение
Посёлок расположен на острове Хонсю в префектуре Аомори региона Тохоку. С ним граничат города Хиросаки, Хиракава, Одате.

## Население
Население посёлка составляет 10 627 человек (1 августа 2014), а плотность — 65,03 чел./км². Изменение численности населения с 1980 по 2005 годы:
| 1980 | 16 312 чел. |  |
| 1985 | 15 313 чел. |  |
| 1990 | 14 751 чел. |  |
| 1995 | 13 990 чел. |  |
| 2000 | 12 881 чел. |  |
| 2005 | 11 921 чел. |  |

## Символика
Деревом посёлка считается хагикацура, цветком — рододендрон, птицей — Cettia diphone.

## Города-побратимы
Овани имеет отношения со следующими городами-побратимами:
- Нови[вд], США (20 декабря 1991)